# 庫萊布拉斯區
庫萊布拉斯區（西班牙語：Distrito de Culebras），是秘魯的一個區，位於該國北部安卡什大區的瓦爾梅省，始建於1984年12月20日，面積630.79平方公里，海拔高度5米，2005年人口2,894，人口密度為每平方公里4.6人。